# Anton Blok
Anton Blok (Amsterdam, 15 febbraio 1935 – Soest, 24 giugno 2024) è stato un antropologo olandese.

## Biografia
Celebre soprattutto per i suoi studi sulla mafia (La mafia di un villaggio siciliano 1860-1960, 1974), fu docente all'università del Michigan dal 1972 al 1973, dopodiché passò a Berkeley e all'Università di Amsterdam, della quale fu anche professore emerito.